# Jordi Gallardo Fernàndez
Jordi Gallardo i Fernàndez (Andorra la Vella, 23 de març de 1976) és un polític, historiador i empresari andorrà.

## Biografia
Nascut a la capital andorrana el 23 de març del 1976. Jordi Gallardo i Fernàndez és llicenciat en Història per la Universitat de Lleida i màster executiu en direcció d'empreses (MBA) per la IESE Business School. És president de Liberals d'Andorra des del 2014, formació política on també ha estat president de la secció jove i secretari d'organització.
Entre 2005 i 2007 va ser director de Patrimoni Cultural i Política Lingüística i entre 2007 i 2009, secretari d'Estat de Política Cultural.
El 2009 va decidir desenvolupar la seva vida professional al sector privat, on va ocupar el càrrec d'adjunt de direcció de l'empresa Via Moda Andorra fins al 2015.
Va ser escollit conseller per circumscripció nacional a les eleccions generals de 2015 on va ocupar el càrrec de president del Grup Parlamentari Liberal des del desembre del 2017 durant la VII legislatura. Va ser membre de la Comissió especial de vigilància i prevenció de risc per a l'estabilitat financera fins a l'abril de 2018, de la Comissió Legislativa de Sanitat i Medi Ambient des de març de 2015 fins a desembre de 2017 i de la Comissió Legislativa d'Interior des de març 2015 fins al desembre de 2017. També va ser vicepresident de la Comissió Legislativa de Finances i Pressupost Membre de la Comissió Legislativa de Política Exterior.
Va ser candidat de Liberals d'Andorra a cap de Govern a les Eleccions al Consell General d'Andorra de 2019. Després de les negociacions per formar Govern, Gallardo entra a l'Executiu arran de l'acord de coalició format per: Liberals d'Andorra, Demòcrates per Andorra i Ciutadans Compromesos.
Des del 2019 és ministre de Presidència, Economia i Empresa del Govern d'Andorra.